# Chūzenji
Chūzenji (jap. 中禅寺湖 Chūzenji-ko) – jezioro w Parku Narodowym Nikkō, w prefekturze Tochigi, Japonia.
Jezioro powstało 20 tysięcy lat temu, w wyniku erupcji wulkanu Nantai (2486 m n.p.m.). Wylewająca się lawa zagrodziła rzekę Daiya, tworząc jezioro.
Chūzenji ma powierzchnię 11,90 km² oraz linię brzegową długości 25 km. Lustro wody znajduje się na wysokości 1269 m n.p.m., maksymalna głębokość to 163 m. Wypływająca z jeziora woda tworzy najsłynniejszy w Japonii wodospad Kegon.
Jezioro Chūzenji i wodospad Kegon należą do stałych etapów „obowiązkowych” wycieczek turystycznych do Parku Narodowego Nikko, w tym przede wszystkim do kompleksów obiektów sakralnych: chramów shintō o nazwie Nikkō Tōshō-gū (mauzoleum sioguna Ieyasu Tokugawy) i Futarasan-jinja oraz świątyni buddyjskiej Rinnō-ji.
Do jeziora prowadzi wijąca się para dróg (jedna w górę, druga w dół) o nazwie Iroha-zaka. Ma ona 48 bardzo ostrych zakrętów. Nazwa pochodzi od słowa iroha, dawnej nazwy japońskiego sylabariusza składającego się właśnie z 48 sylab (obecnie używa się nazwy a-i-u-e-o). Natomiast zaka to „zbocze”, „pochyłość”.

## Galeria

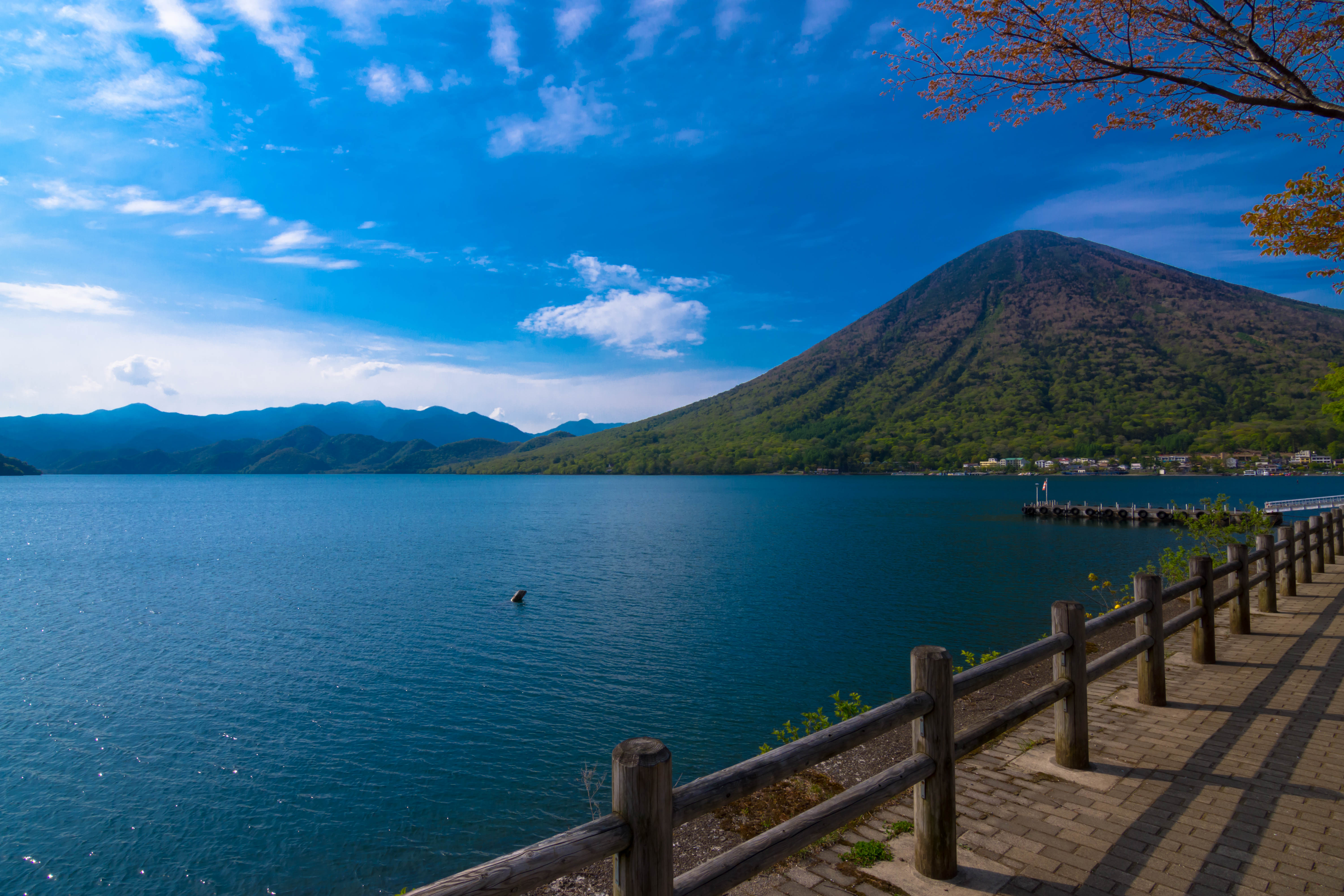
Brzeg jeziora Chūzenji i góra Nantai
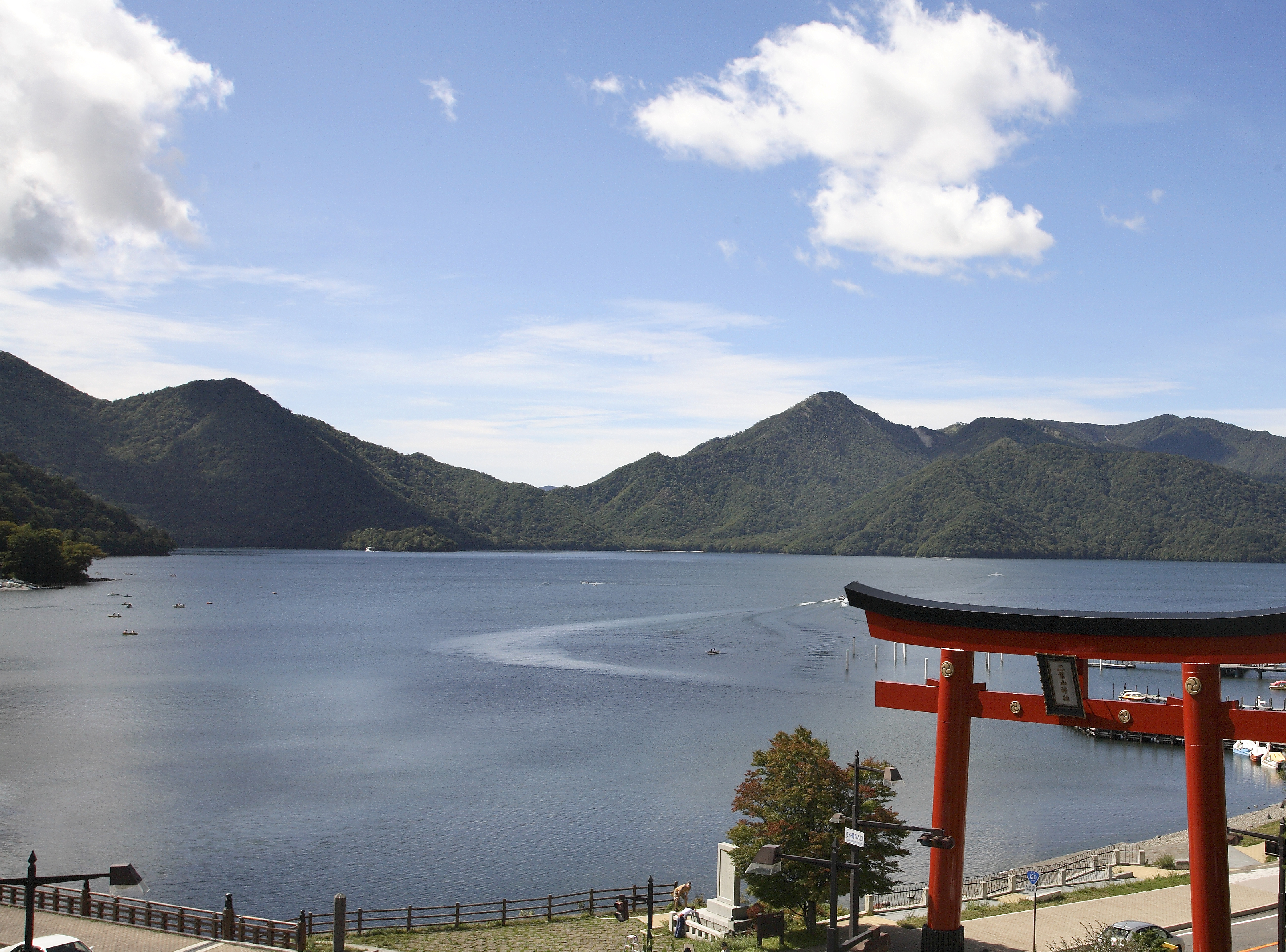
Wschodni kraniec
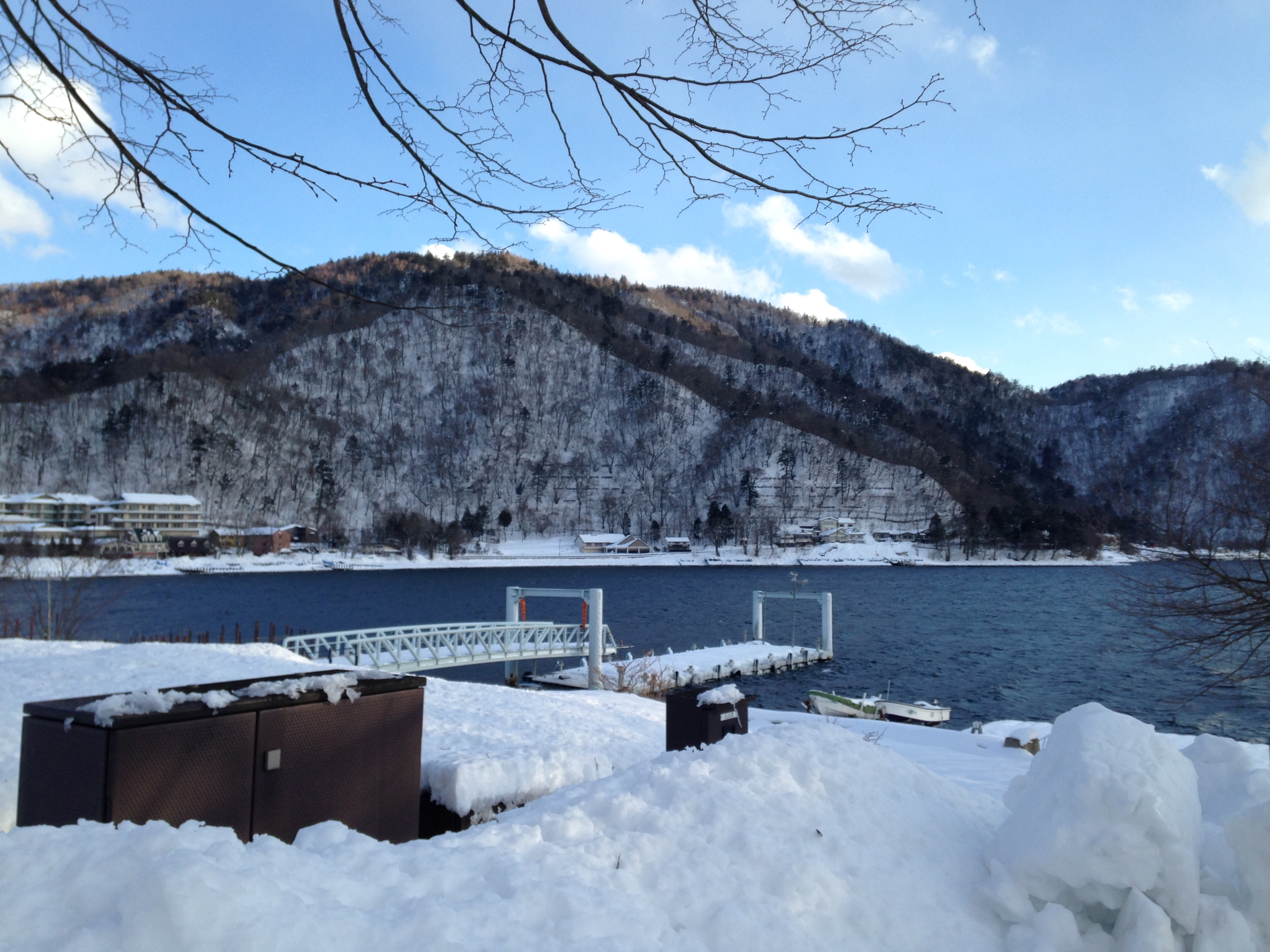
Zima
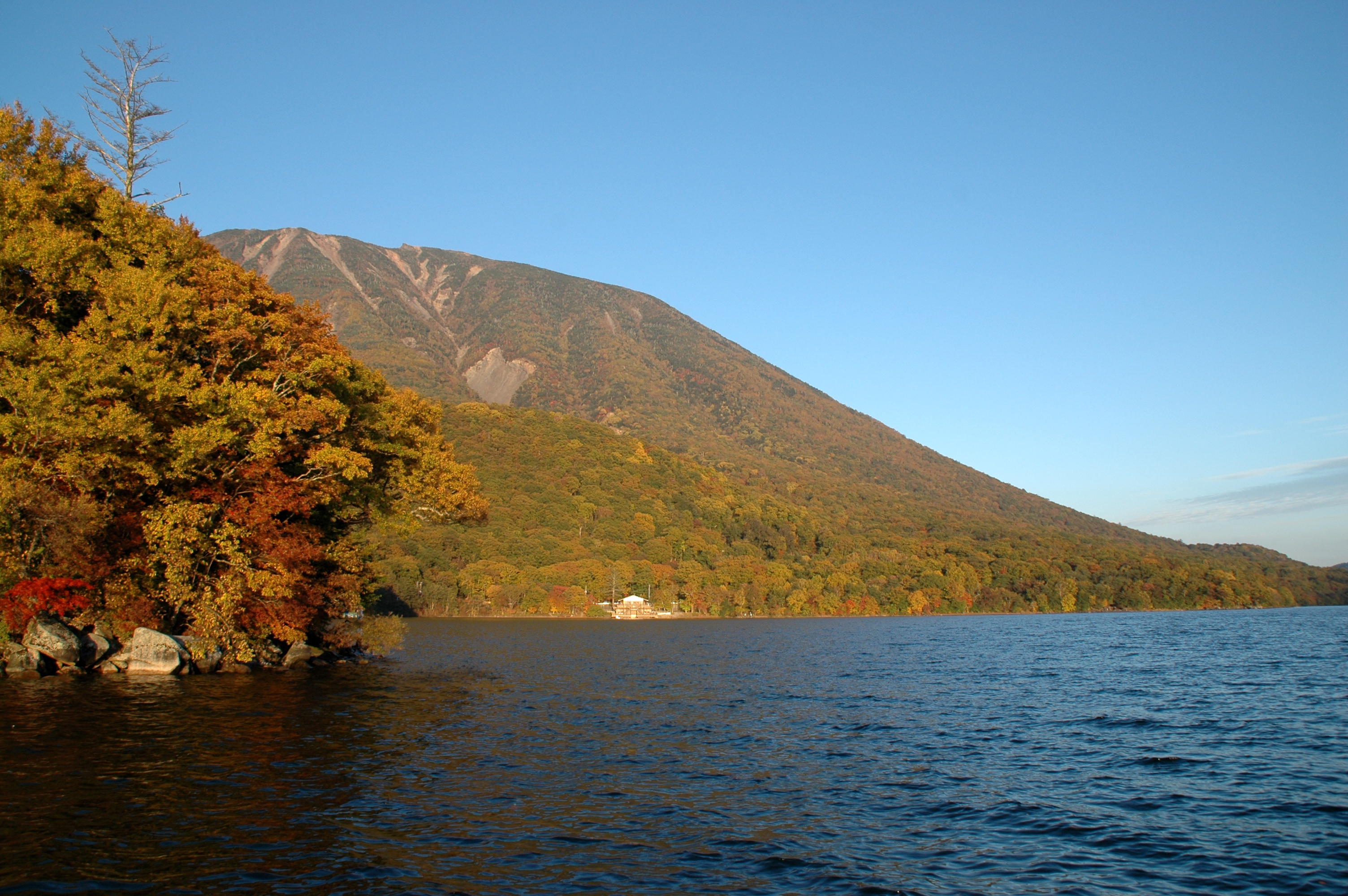
Jesień
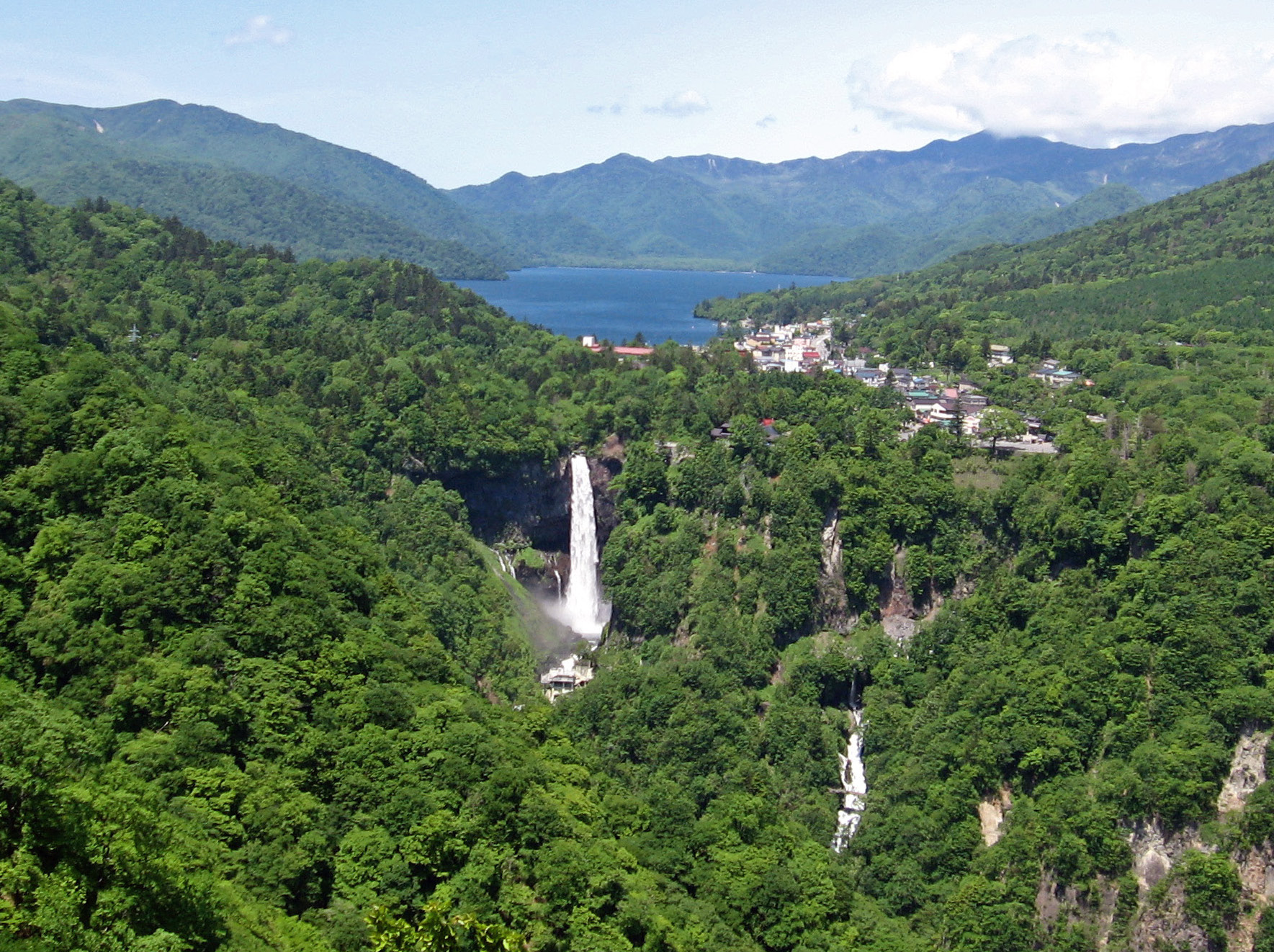
Wodospad Kegon, w głębi jezioro Chūzenji
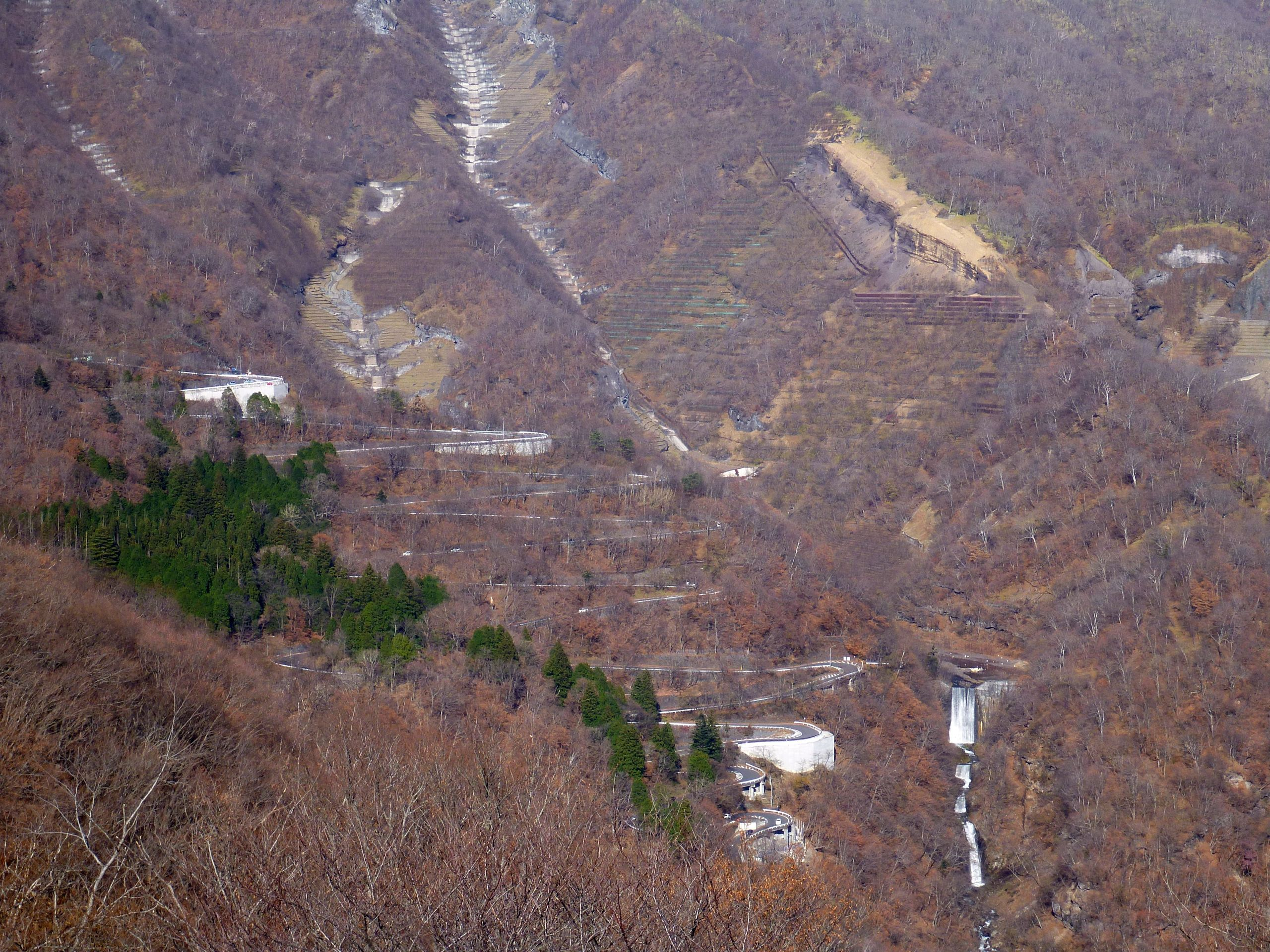
Iroha-zaka